# 監察院
監察院（かんさついん）は、中華民国の国家機関。最高の監察機関として公務員・国家機関の不正に対する弾劾権・糾挙権の行使、及び各種国家機関の財政状況および決算等の会計監査（審計権の行使）など、国政調査を行う。

## 概要
中華民国の行政法上における弾劾の概念は日本の弾劾制度とは異なり、日本の起訴に相当する。弾劾案が出された案件は、司法院公務員懲戒委員会（ 現更名懲戒法院）に送付される。ただし、総統・副総統に対する弾劾は、提起が監察院から立法院に移管され、決議が立法院から司法院大法官による憲法審理法廷に移管された。
監察院は29名の監察委員で組織される。監察委員のうち1人は院長、1人は副院長に任ぜられる。任期は6年で、立法院の同意を経て中華民国総統が任命する。

監察委員公署の区割り（1947年時点）

当初の監察院は五権分立の一つの民意代表機関であり、監察委員は選挙で選出されるべきであったが、中華民国政府の台湾遷移後は選挙が実施されていない。1992年（民国81年）の憲法改正により、監察院は準司法機関とされ、監察委員選挙も廃止された。監察委員は総統が指名し、国民大会の同意により任命される事となった。さらに、2000年（民国89年）の憲法改正により、監察委員に対する同意権は立法院に移管され、今日に至っている。
監察院の下級機関として審計部が存在する。審計部は各国家機関に対する会計監査業務を実際に行い、それらの責を負う部署である。審計部の長は審計長と呼び、こちらも任期は6年で、立法院の同意を経て総統に任命される。審計部は、省・直轄市（台北市・高雄市）に審計処（ただし省は形骸化し、審計処も廃止された）、省轄県市に審計室を置き、地方政府の業務も監察している。ただし、福建省に属する金門県と連江県は基隆市審計室が、澎湖県は台南市審計室が管轄している。
2004年（民国93年）末、当時の総統陳水扁は正・副院長を含む監察委員を指名したが、立法院の同意を得られず人事が凍結したままの状態となっている。そのため、監察委員の職務の一部は、前代の院長により任命された秘書長が代行している。

## 建物
監察院庁舎は台北市中正区忠孝東路一段2号にあり、中山南路に面している。付近には行政院や立法院などが立ち並んでいる。
監察院の建物は日本統治時代に台湾総督府が台北庁（現在の台北市及び新北市にあたる地域の行政を担った。後年、台北州に改名）の庁舎として建てた物である。森山松之助設計による3階建ての建物で、当時流行した歴史主義建築が採用された。
1945年（民国34年）に中華民国政府が接収し、台湾省政府第二庁舎として利用していたが、1958年（民国47年）より監察院として使われ、現在に至っている。

## 歴代院長

### 憲法施行前
| 代    | 氏名   | 任期                  | 副院長                    | 秘書長        |
| ----- | ------ | --------------------- | ------------------------- | ------------- |
| 初代  | 蔡元培 | 1928年10月～1929年8月 | 陳果夫                    | 楊譜笙        |
| 第2代 | 趙戴文 | 1929年8月～1930年11月 | 丁惟汾                    | 王陸一→呉瀚濤 |
| 第3代 | 于右任 | 1930年11月～1948年6月 | 許崇智→劉尚清→黄紹竑→劉哲 | 程中行→李崇實 |

### 憲法施行後
| 代     | 氏名   | 任期                  | 所属政党     |
| ------ | ------ | --------------------- | ------------ |
| 初代   | 于右任 | 1948年6月～1964年11月 | 国民党       |
| 第2代  | 李嗣璁 | 1964年11月～1972年5月 | 国民党       |
| 代理   | 張維翰 | 1972年5月～1973年3月  | 国民党       |
| 第3代  | 余俊賢 | 1973年3月～1987年3月  | 国民党       |
| 第4代  | 黃尊秋 | 1987年3月～1993年2月  | 国民党       |
| 第5代  | 陳履安 | 1993年2月～1995年9月  | 国民党       |
| 代理   | 鄭水枝 | 1995年9月～1996年9月  | 国民党       |
| 第6代  | 王作榮 | 1996年9月～1999年2月  | 国民党       |
| 第7代  | 錢復   | 1999年2月～2005年2月  | 国民党       |
| 第8代  | 王建煊 | 2008年8月～2014年7月  | 新党         |
| 第9代  | 張博雅 | 2014年8月～2020年7月  | 無党団結連盟 |
| 第10代 | 陳菊   | 2020年8月～現職       | 民主進歩党   |